# Parque nacional Los Aposentos
El Parque nacional Los Aposentos es un pequeño parque de zonas boscosas con una serie de manantiales y dos pequeños lagos. Se encuentra a pocos kilómetros al sur de la ciudad de Chimaltenango, en el país centroamericano de Guatemala. Anteriormente era conocida como "Finca la Alameda" y renombrada como Los Aposentos, en el año 1929. Abarca una superficie de 0,15 kilómetros cuadrados, que incluyen los lagos y fue declarado parque nacional en 1955.